# Lee Bermejo
Pour les articles homonymes, voir Bermejo.
 (janvier 2013).
Si vous disposez d'ouvrages ou d'articles de référence ou si vous connaissez des sites web de qualité traitant du thème abordé ici, merci de compléter l'article en donnant les références utiles à sa vérifiabilité et en les liant à la section « Notes et références ».
Lee Bermejo est un dessinateur de comics américain autodidacte produisant aussi bien des couvertures que les albums eux-mêmes. Il débute en 1997 comme dessinateur chez Wildstorm, puis travaille pour Marvel et DC Comics, Men's Health, Max Mara, Top Cow, Wizard Entertainment, et sur un film nommé Ultraviolet. Il est également connu pour ses collaborations avec Brian Azzarello .

## Œuvres

### DC
- 100 Bullets no 26  (2001)
- Action Comics no 775 (avec Doug Mahnke), no 836 (2001, 2006)
- Batman Black and White vol. 2 no 3 (2014)
- Batman/Deathblow : Après l'incendie, mini-séries, no 1-3 (2002)
- Batman : Noël, roman graphique (2011)
- Batman : Damned, mini-séries, no 1-3 (2019)
- Before Watchmen: Rorschach, mini-séries, no 1-4 (2012)
- Gen 13 no 43-44 (1999); no 66
- Global Frequency no 9 (2003)
- Hellblazer no 182-183 (2003)
- Joker, roman graphique (2008)
- Lex Luthor: Man of Steel, mini-séries, no 1-5 (2005)
- Resident Evil: Fire & Ice, mini-séries, no 1-4 (2000–01)
- Robotech no 0 (2002)
- Suiciders no 1–6 (2015)
- Superman, vol. 2, (Lex Luthor) no 202 (2004)
- Superman/Batman no 75 (2010)
- Superman/Gen 13 no 1-3 (2000)
- Wednesday Comics no 1-12 (2009)
- Wildcats Annual no 1 (2000)

### Marvel Comics
- Daredevil, vol. 2, no 100  (2007)

### Couvertures
- Adventures of Superman no 575, 617-618
- Area 10 OGN (2010)
- Batman: Gotham Knights no 50-55
- The Bronx Kill OGN (2010)
- Checkmate no 1-5
- The Chill OGN (2010)
- Daredevil no 88-93, 100
- Dark Entries OGN (2009)
- Dark Reign Elektra no 1-5
- Filthy Rich OGN (2009)
- Hellblazer no 218, 221-238, 243-255
- The Stand: Captain Trips no 1-5
- The Stand: American Nightmares no 1-5
- X-Men: Legacy no 220-224

## Nominations et récompenses
- IGN Comics Award - Best Graphic Novel (Meilleur roman graphique) - 2008 Joker (DC Comics)[4]